# Aşağıkolbaşı, Güroymak
Aşağıkolbaşı là một xã thuộc huyện Güroymak, tỉnh Bitlis, Thổ Nhĩ Kỳ. Dân số thời điểm năm 2011 là 1.013 người.